# Tseajaia
Tseajaia es un género extinto de tetrápodo. Fue un antracosaurio que vivió durante el Pérmico de América del Norte. Es el único integrante de la familia Tseajaiidae y a su vez, la única especie descrita del género es Tseajaia campi (1964).

## Descripción
La descripción de la especie se basó en los fósiles descubiertos en el estado de Utah, Estados Unidos en 1942. Posteriormente se realizaron descubrimientos en Nuevo México en 1992.

## Filogenia
Inicialmente se sugirió que se trataba de un género intermedio entre Seymouriamorpha y 	Diadectomorpha. Sin embargo, basados en el nuevo material descubierto en 1993 y otros estudios, se revaluó el holotipo ubicándolo definitivamente como diadectomorfo.

## Dieta
La alimentación del Tseajaia es una disputa, inicialmente se pensaba que era herbívoro pero estudio recientes se cree que era un omnívoro